# Jan Mickunas

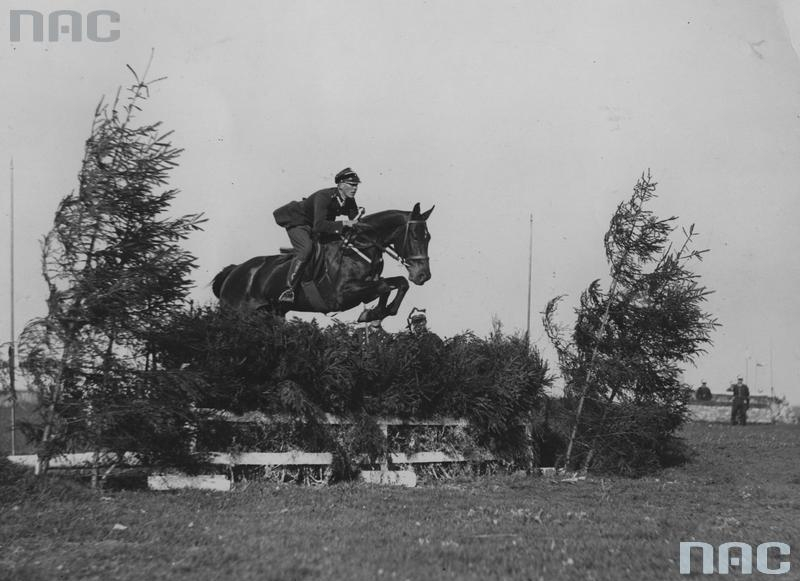
Zawody konne na święcie 10-lecia 2 Pułku Ułanów Grochowskich w Suwałkach. ppor. Jan Mickunas bierze przeszkodę 1928

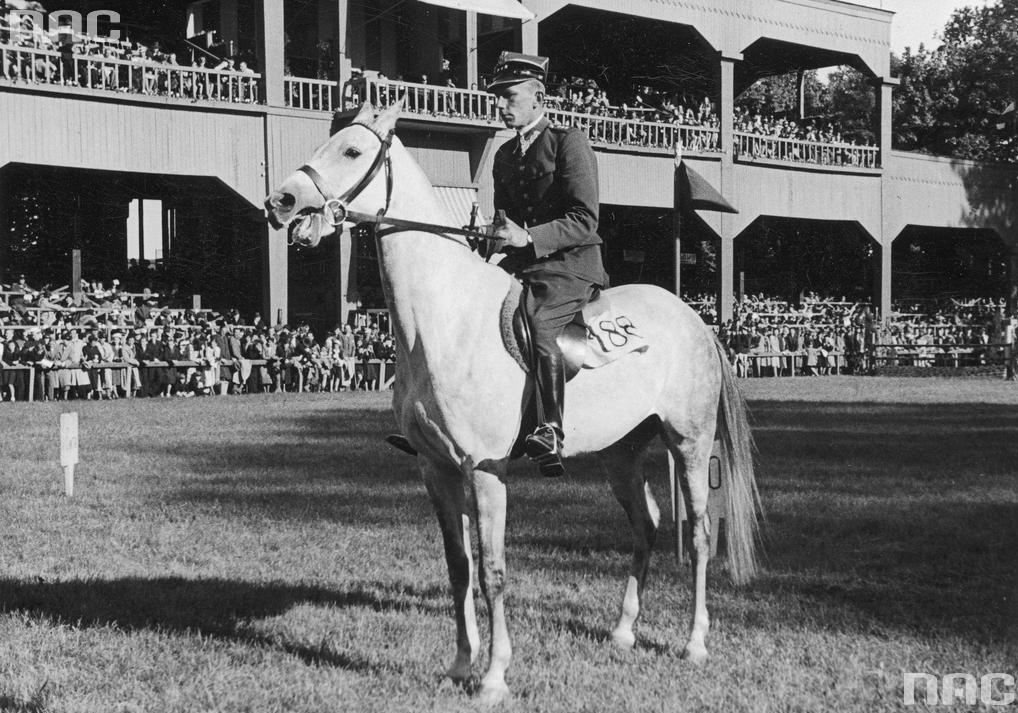
kpt. Jan Mickunas na Dianie – XII Międzynarodowe Zawody Hippiczne o „Puchar Narodów” na hipodromie w Łazienkach Królewskich w Warszawie 1939

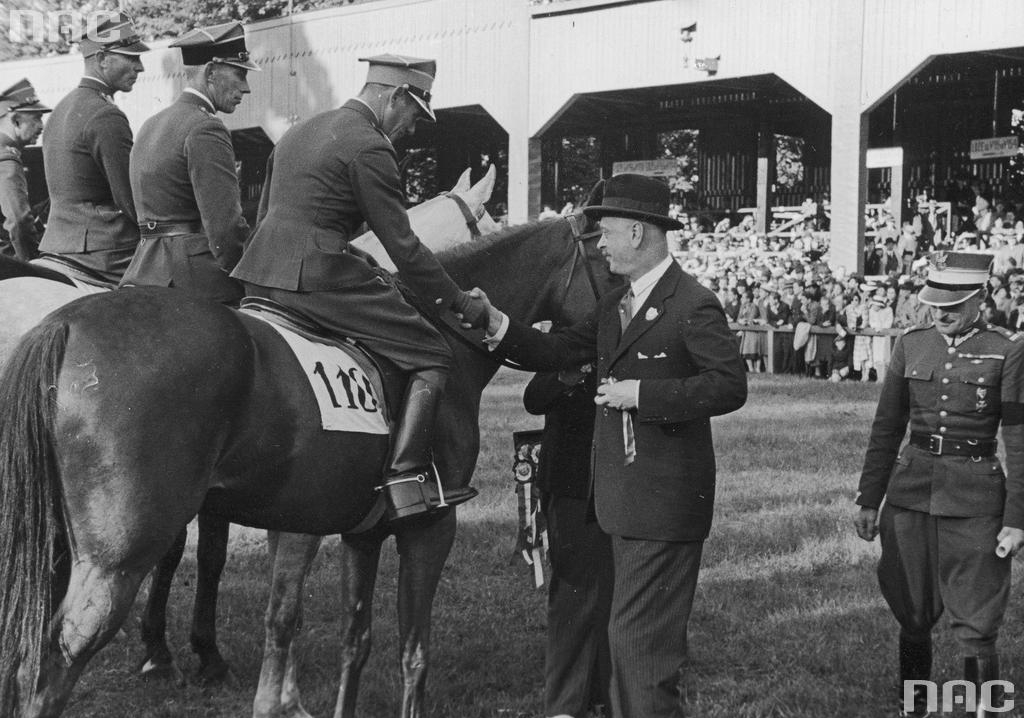
kapitan Jan Mickunas drugi w rzędzie. XII Międzynarodowe Zawody Hippiczne o "Puchar Narodów" na hipodromie w Łazienkach Królewskich w Warszawie 1939. Prezes Towarzystwa Zachęty Hodowli Koni hr. Michał Komorowski gratuluje zawodnikom

Jan Kazimierz Mickunas (ur. 20 kwietnia 1907 w Kazimierzy Wielkiej, zm. 2 listopada 1973 w Poznaniu) – major Wojska Polskiego, jeden z najlepszych jeźdźców w Polsce międzywojennej, trener i sędzia jeździecki, uczestnik kampanii wrześniowej, jeniec Oflagu II C Woldenberg (Dobiegniew), więzień Obozu NKWD w Diagilewie pod Riazaniem, oficer wywiadu i dowódca oddziału Armii Krajowej, pedagog i autor książek.

## Życiorys

### Okres międzywojenny
W 1924 r. Jan Mickunas ukończył I Państwowe Gimnazjum Męskie im. Bolesława Prusa w Sosnowcu.
We wrześniu 1924 roku wstąpił do Szkoły Podchorążych Piechoty w Warszawie, którą ukończył z pierwszą lokatą w czerwcu 1925 roku. Od 1 listopada 1925 roku uczył się w Oficerskiej Szkole Artylerii w Toruniu. Po ukończeniu z pierwszą lokatą 15 sierpnia 1927 r. został promowany na  podporucznika z 1 lokatą starszeństwa. Jako prymus, mając możliwość wyboru jednostki, wybrał 4 dywizjon artylerii konnej w Suwałkach, w którym zaczął służbę 15 września 1927 roku.
W archiwalnej prasie zachowały się informacje o udanych startach ppor. Jana Mickunasa w zawodach hippicznych.
W zawodach 27 maja 1928 roku na święcie 10-lecia 2 pułku ułanów w Suwałkach zdobył II nagrodę na „Molochu” i III nagrodę na „Malachicie”.
W dniach 23–26 maja 1929 roku na obchodach dziesięciolecia 4 dywizjonu artylerii konnej w Suwałkach podczas konkursu hippicznego dla oficerów dywizjonu ppor. Mickunas zajął I, II i III miejsce na trzech koniach.
15 sierpnia 1929 roku został awansowany na porucznika.
W dniach 18–24 maja 1930 roku w Suwałkach w konkursie oficerskim zorganizowanym z okazji święta dywizjonowego 4 dak zajął pierwsze miejsce.
1 listopada 1931 roku skierowany został na kurs instruktorów jazdy konnej w Centrum Wyszkolenia Artylerii w Toruniu. Po ukończeniu kursu (lok. 1) wrócił 15 lipca 1932 r. do 4 dak w Suwałkach.
Od 1 października 1932 roku do 31 lipca 1933 roku szkolił się na Kursie Instruktorów Jazdy Konnej w Centrum Wyszkolenia Kawalerii w Grudziądzu (lok. 1).
Na początku czerwca 1933 porucznik J. Mickunas wystartował w międzynarodowych konkursach hipicznych w Warszawie na stadionie w Łazienkach z udziałem reprezentacji Czechosłowacji, Francji, Polski i Rumunii. W ramach tych zawodów, w dniu 2 czerwca 1933 r. odbył się krajowy Konkurs Ujeżdżenia im. Towarzystwa Zachęty do Hodowli Koni w Polsce o nagrody ofiarowane przez to Towarzystwo. W próbach wystąpiło 56 koni. Jan Mickunas, na koniu Walczyk, wziął udział w serii dla koni 7-letnich i młodszych zajmując trzecie miejsce. 
18 czerwca 1933 roku na placu Papiernia w Suwałkach w dorocznych wielkich zawodach hippicznych o Mistrzostwo Suwalskiej Brygady Kawalerii i zawodach eliminacyjnych o Mistrzostwo Armii por. Mickunas, spokojną i opanowaną jazdą z czystym przebyciem całego toru, zdobył pierwsze miejsce.
1 października 1933 roku został instruktorem jazdy konnej na Kursie Instruktorów Jazdy Konnej  CWArt w Toruniu. Startował w zawodach hippicznych, uzyskując w 1934 roku tytuł wicemistrza Polski we Wszechstronnym Konkursie Konia Wierzchowego (WKKW).
1 sierpnia 1935 roku został przeniesiony do 1 dywizjonu artylerii konnej w Warszawie.
20 października 1935 roku na stadionie w Łazienkach w Warszawie na konkursie konnym „Militari", zorganizowanym przez Związek Jeździecki „Sport Konny" o mistrzostwo artylerii konnej, w  klasyfikacji indywidualnej mistrzostwo w konkursie „Militari” i nagrodę ministra gen. Tadeusza Kasprzyckiego zdobył por. Mickunas (1 dak) na „Walczyku".
2 czerwca 1936 roku krajowy pokaz konia wierzchowego podczas międzynarodowych zawodów konnych w Łazienkach w Warszawie wygrywa por. Mickunas na klaczy „Anitra”. W pokazie wzięło udział 30 koni. O klasyfikacji pokazu decydował wygląd zewnętrzny konia, jego stan zdrowotny, toaleta konia, kucie, rząd, ubiór jeźdźca, postawa konia w stępie, kłusie, galopie i styl w skokach przez żywopłot i rów.
Przygotowywał do startu w Igrzyskach Olimpijskich w Berlinie w 1936 roku m.in. klacz „Tośkę”, na której major Seweryn Kulesza wywalczył dla polskiej ekipy srebrny medal w kategorii drużynowej WKKW.
W 1937 roku w zawodach hipicznych artylerzystów, które odbyły się w Wygodzie na terenie poligonu Czerwony Bór w konkursie oficerskim lekkim o nagrodę przechodnią dowódcy 1 Grupy Artylerii indywidualnie pierwsze trzy miejsca podzielili kpt. Mickunas i por. Piątkowski. W konkursie oficerskim ciężkim o nagrodę szefa departamentu artylerii zajął II miejsce na„ Bej-Dezerterze”.
Na stopień kapitana został mianowany ze starszeństwem z 19 marca 1937 i 85. lokatą w korpusie oficerów artylerii. W latach 1937–1939 pełnił służbę w Centrum Wyszkolenia Kawalerii w Grudziądzu na stanowisku instruktora jazdy maneżowej Grupy Sportu Konnego (tzw. Grupa Olimpijska). W zawodach konnych Pomorskiego Towarzystwa Zachęty do Hodowli Koni, zorganizowanych 9 maja 1939 przez Centrum Wyszkolenia Kawalerii w Grudziądzu zwyciężył kapitan Mickunas na „Dianie” w pierwszej serii konkursu ujeżdżenia konia.
29 maja 1939 roku w trakcie Międzynarodowych Zawodów Hippicznych na hipodromie w Łazienkach Królewskich w Warszawie w konkurencji krajowej pokazu konia wierzchowego pierwszą nagrodę przyznano siwej klaczy „Diana” pod kpt. Janem  Mickunasem, zdobył tamże II nagrodę w konkursie ujeżdżania konia na „Dianie" i I nagrodę Wilhelma Schöna w próbie dodatkowej do konkursu ujeżdżania konia.
W czerwcu 1939 roku, jako kapitan i instruktor polskiej ekipy, startował w międzynarodowych zawodach WKKW w Turynie. Przygotowywał także polską reprezentację do Letnich Igrzysk Olimpijskich w Helsinkach, które miały się odbyć w 1940 roku.

### Okres II wojny światowej
25 sierpnia 1939 roku otrzymał przydział do 7 pułku artylerii ciężkiej w Poznaniu. Walczył podczas kampanii wrześniowej 1939 w Armii „Poznań”,  brał udział w bitwie nad Bzurą. 20 września, w ostatniej fazie bitwy, trafił do niewoli we wsi Pieczyska k. Wyszogrodu. Kolejno przebywał w niemieckich obozach jenieckich: Stablack (Stabławki), Riesenburg (Prabuty), w Lienzu nad Drawą w Austrii a w końcu w Oflagu II C Woldenberg (Dobiegniew).
28 czerwca  1940 roku kpt. Jan Mickunas z por. Jerzym Fularskim zdołali zbiec z obozu. Była to pierwsza udana ucieczka z Oflagu w Woldenbergu.
Po miesiącu Jan Mickunas dotarł do Warszawy, zdobył fałszywe papiery i nawiązał kontakty konspiracyjne z Armią Krajową, przybierając pseudonim „Zaporożec”. Przebywał w rejonie Puław, w majątku Osiny, gdzie pod fałszywym nazwiskiem: Henryk Roźniewski pracował jako robotnik rolny i znając język niemiecki, został tłumaczem w gminie Żyrzyn. Pełnił funkcję komendanta Rejonu AK w Żyrzynie Obwodu Puławy. Następnie administrował majątkami Jawidz (pow. Lubartów) i Snopków (pow. Lublin), działając w konspiracji pod zmienionym pseudonimem „Sterling" dowodził oddziałem AK w okolicach Lubartowa i pełnił funkcję oficera wywiadu Obwodu Puławy AK.
Po wejściu Armii Czerwonej z Wojskiem Polskim zawierzył wezwaniom PKWN do ujawnienia się i 3 sierpnia 1944 roku zgłosił się do komendantury w Lublinie. 6 sierpnia przydzielony został do 3 pułku zapasowego w Lublinie, 6 dni później został aresztowany, osadzony na Zamku Lubelskim potem w obozie NKWD na Majdanku, a 23 sierpnia wywieziony na wschód do łagru NKWD nr 178 w Diagilewie pod Riazaniem. Przetrzymywany przez półtora roku w nieludzkich warunkach niewoli sowieckiej, poddawany był brutalnym przesłuchaniom. Bardzo trudne warunki obozowe i surowy klimat sprzyjały chorobom, a pomoc medyczna, mimo wysiłków więzionych lekarzy, praktycznie nie istniała.
22 marca 1946 roku uciekł z obozu w towarzystwie kpt. Gracjana Fróga ps. „Szczerbiec” i ppor. Leonarda Stacewicza ps. „Sęk”. Wiedząc, że będą poszukiwani w drodze na zachód, przez jakiś czas przemieszczali się w kierunku przeciwnym, na ogół pociągami towarowymi. Ostatecznie po dziesięciu dniach dotarł do Wilna, skąd przedostał się 19 kwietnia do Poznania pociągiem repatriacyjnym.

### Okres powojenny
Z Poznania przemieścił się do Sompolna, gdzie pracował w nadleśnictwie. Po ujawnieniu się w ramach amnestii w 1947 roku mógł powrócić do swojego nazwiska i od 1 czerwca 1947 roku został nauczycielem języka angielskiego i rosyjskiego w gimnazjum (od 1949 roku – liceum) w Sompolnie. Jego postać utrwalił we wspomnieniach jeden z uczniów Ewaryst Jaśkowski. Eksternistycznie uzyskał na Uniwersytecie Jagiellońskim dyplom uprawniający do nauczania języka angielskiego. Jako samouk opanował kilka języków. Oprócz angielskiego i rosyjskiego znał języki: niemiecki i francuski. We wrześniu 1955 roku przeniósł się do Technikum Rachunkowości Rolnej w Zieleńcu koło Gorzowa Wielkopolskiego, gdzie został dyrektorem. W tym czasie napisał trzy podręczniki do nauki języka angielskiego My English Book, które wznawiane były 17 razy. W 1962 roku wydana została jego książka Ich drugi dom oparta na doświadczeniach z pracy wychowawczej z młodzieżą. Zajmował się również tłumaczeniami, rysował i pisał wiersze.

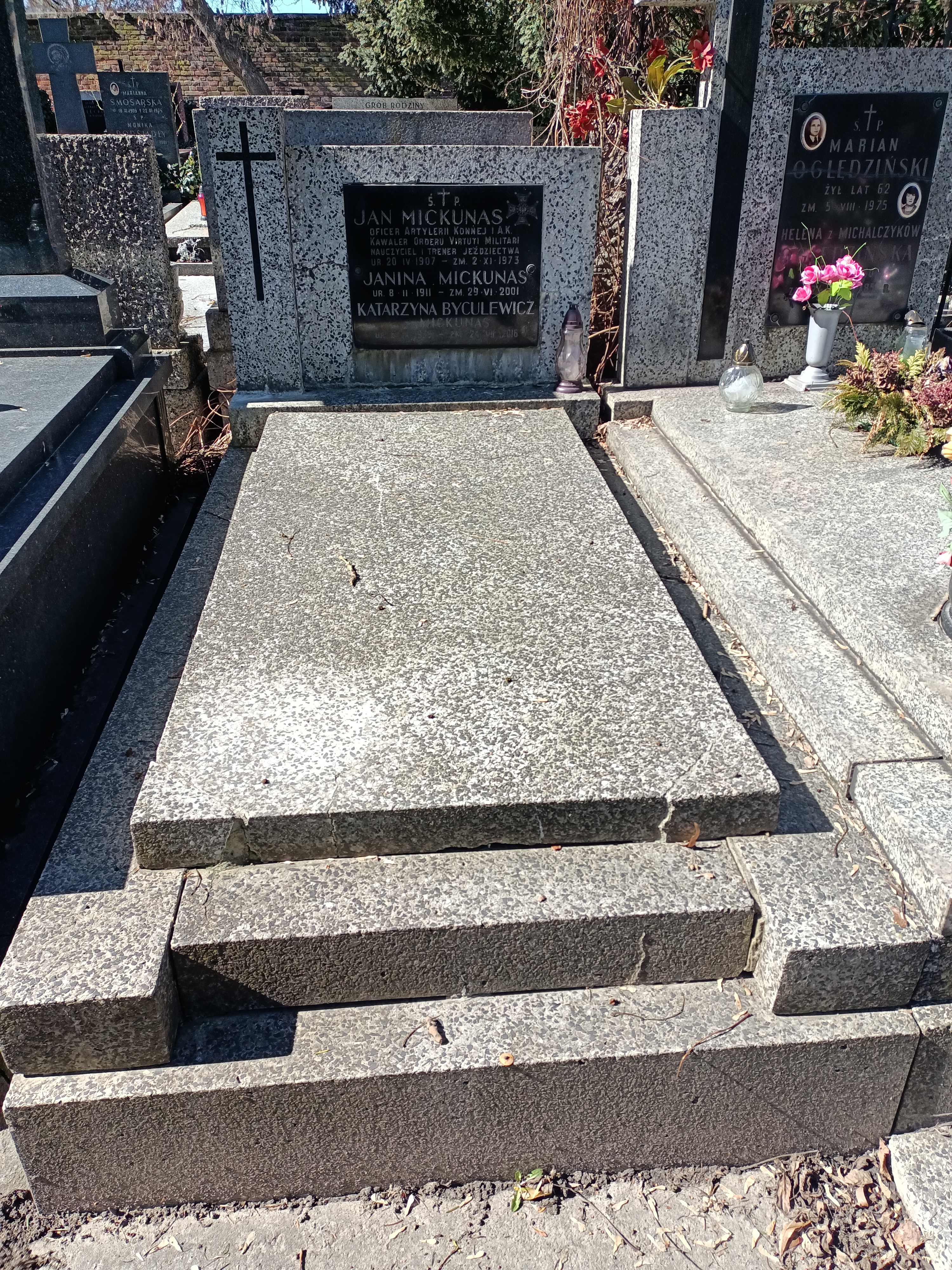
Grób Jana Mickunasa na cmentarzu Powązkowskim

Po 1956 roku otrzymał stopień majora. W 1962 roku został zatrudniony jako kierownik wyszkolenia Polskiego Związku Jeździeckiego, a następnie jako trener w Zakładzie Koni Eksportowych w Stadninie Koni w Chyszowie, dzielnicy Tarnowa, gdzie pod jego okiem edukację jeździecką rozpoczął syn Wojciech Mickunas, późniejszy olimpijczyk, trener jeździectwa i ekspert hipologii.
Pracował także w ośrodku jeździeckim w Poznaniu Woli. Był również sędzią międzynarodowym w jeździectwie, autorem opracowań i tłumaczeń. Polski Związek Jeździecki odznaczył go Złotą Honorową Odznaką.

### Autor książek i podręczników
- My English Book 1 – Państwowe Zakłady Wydawnictw Szkolnych, Wydawnictwo Szkolne i Pedagogiczne, 1961 ISBN 83-02-00347-6[30]
- My English Book 2 – Państwowe Zakłady Wydawnictw Szkolnych, Wydawnictwo Szkolne i Pedagogiczne
- My English Book 3 – Państwowe Zakłady Wydawnictw Szkolnych, Wydawnictwo Szkolne i Pedagogiczne
- Poradnik metodyczny do podręcznika My English book dla klasy V – Państwowe Zakłady Wydawnictw Szkolnych, 1961
- Poradnik do podręcznika My English book dla klasy VI – Państwowe Zakłady Wydawnictw Szkolnych, 1963
- Ich drugi dom – Biblioteka Postępowego Wychowania. Towarzystwo Szkoły Świeckiej. Wydawnictwo Iskry, Warszawa 1962
- Praca z młodym koniem – Resortowe Centrum Metodyczno-Szkoleniowe Kultury Fizycznej i Sportu, 1987

## Życie prywatne
Ojcem Jana Mickunasa był Kazimierz Mickunas, nauczyciel w Krakowie. Gdy zmarł, 10-letnim Janem zajął się wuj z Sosnowca.
Matka Jana – Maria z Rayskich (1879–1963) pochodziła z ziemiańskiej rodziny. Jej rodzicami byli  Joanna z Łatów i Adam Rayski herbu Kietlicz, który w swoim majątku w powiecie Pińczów zajmował się hodowlą koni dla wojska.
W 1938 roku Jan Mickunas ożenił się z Janiną Budzińską i gdy walczył w kampanii wrześniowej 1939 urodziła się ich córka Katarzyna.
Jan Mickunas zmarł 2 listopada 1973 roku w Poznaniu. Pochowany został na Starych Powązkach w Warszawie (kwatera e, rząd 5, grób 5).

## Ordery i odznaczenia
- Krzyż Srebrny Orderu Virtuti Militari[32] (13 kwietnia 1967 to samo odznaczenie zatwierdziło Ministerstwo Obrony Narodowej PRL dla uczestników ucieczek z obozu II C[33])
- Złota Odznaka Polskiego Związku Jeździeckiego